# Dème de Vouprasía
Le dème de Vouprasía, en grec moderne : Δήμος Βουπρασίας / Dímos Vouprasías, est un ancien dème du  district régional d’Élide, en Grèce-Occidentale. Depuis 2010, il est fusionné au sein du dème d'Andravída-Kyllíni.
Selon le recensement de 2011, la population du dème compte 8 388 habitants.